# District d'Ústí nad Labem
Le district d'Ústí nad Labem (en tchèque : okres Ústí nad Labem) est un des sept districts de la région d'Ústí nad Labem, en Tchéquie. Son chef-lieu est la ville d'Ústí nad Labem.

## Liste des communes
Le district compte 23 communes, dont 4 ont le statut de ville (město, en gras) et 0 celui de bourg (městys, en italique) :

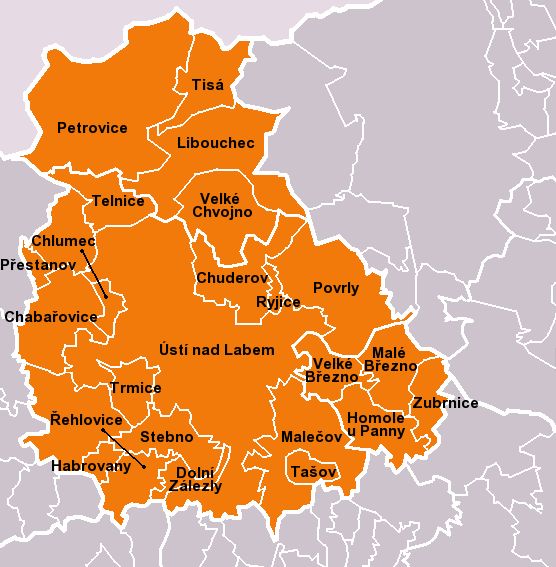
Carte du district d'Ústí nad Labem.

Chabařovice •
Chlumec •
Chuderov •
Dolní Zálezly •
Habrovany •
Homole u Panny •
Libouchec •
Malé Březno •
Malečov •
Petrovice •
Povrly •
Přestanov •
Řehlovice •
Ryjice •
Stebno •
Tašov •
Telnice •
Tisá •
Trmice •
Ústí nad Labem (Aussig-sur-Elbe) •
Velké Březno •
Velké Chvojno •
Zubrnice

## Principales communes
Population des principales communes du district au 1er janvier 2023 et évolution depuis le 1er janvier 2022 :
| Ústí nad Labem | 91 963 | en augmentation |
| Chlumec        | 4 253  | en augmentation |
| Trmice         | 3 314  | en augmentation |
| Chabařovice    | 2 542  | en augmentation |
| Povrly         | 2 262  | en augmentation |
| Velké Březno   | 2 386  | en augmentation |
| Libouchec      | 1 895  | en stagnation   |
| Řehlovice      | 1 476  | en augmentation |
| Chuderov       | 1 159  | en augmentation |